# Couloumé-Mondebat
Couloumé-Mondebat is een gemeente in het Franse departement Gers (regio Occitanie) en telt 243 inwoners (1999). De plaats maakt deel uit van het arrondissement Mirande.

## Geografie
De oppervlakte van Couloumé-Mondebat bedraagt 23,2 km², de bevolkingsdichtheid is 10,5 inwoners per km².

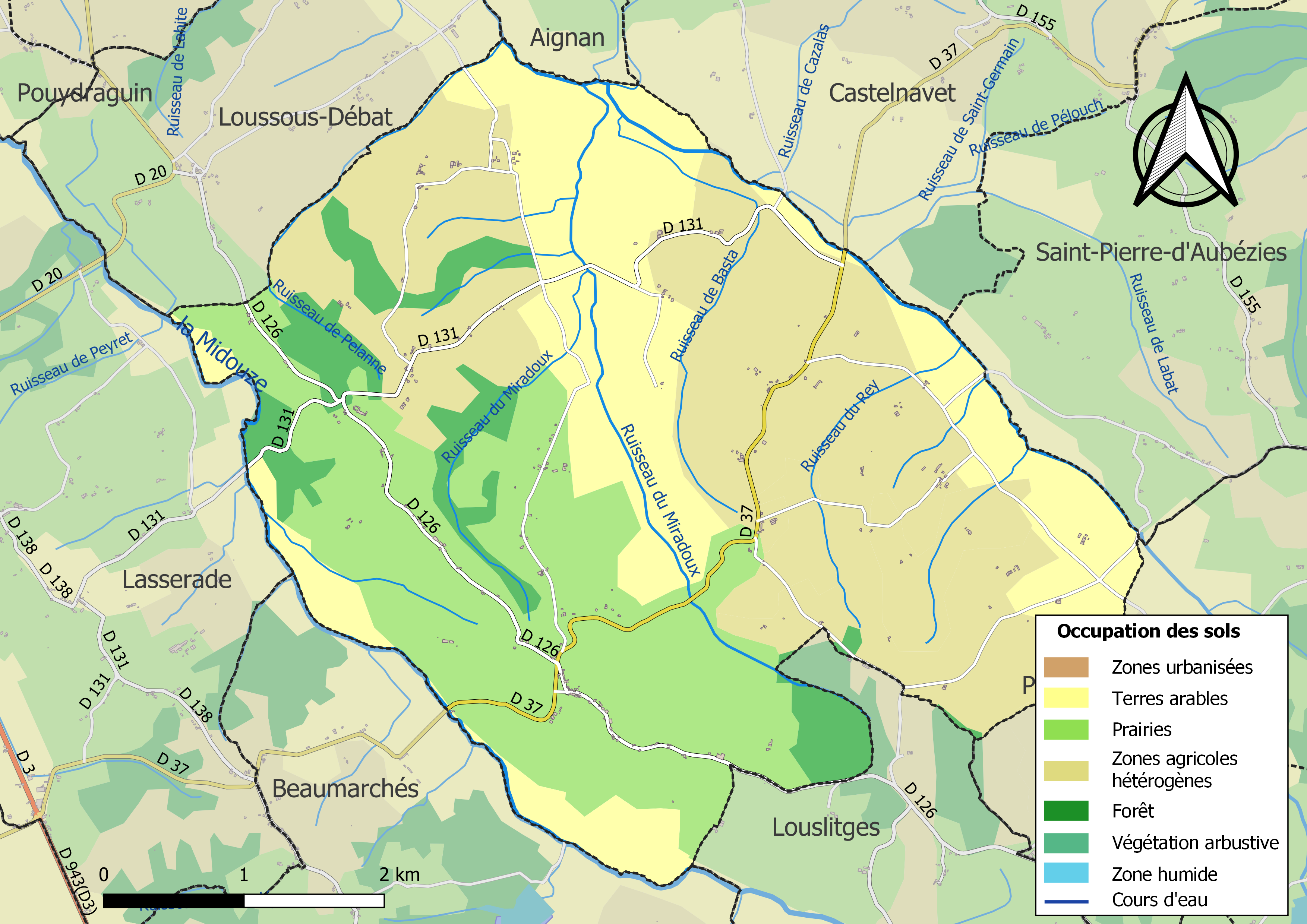
Kaart van de gemeente met belangrijkste infrastructuur, bodemgebruik en omliggende gemeenten

## Demografie
Onderstaande figuur toont het verloop van het inwonertal (bron: INSEE-tellingen).